# 모하맛 하타
모하맛 하타(인도네시아어: Mohammad Hatta, 1902년 8월 12일 ~ 1980년 3월 14일)는 인도네시아의 독립운동가, 정치가이며 경제학자이다. 네덜란드령 동인도 식민 통치 말기에 인도네시아 독립운동 지도자의 한 사람이었으며 1945년 인도네시아가 네덜란드로부터 독립한 이후에 인도네시아의 초대 부통령(1945년 ~ 1956년)을 역임했다. 1948년부터 1949년까지는 인도네시아의 총리를 겸임했고 1949년부터 1950년까지는 외무장관을 겸임했다.
사후 인도네시아의 100,000 루피아 지폐에 그의 초상화가 도안되었으며 자카르타에는 그의 이름과 수카르노 인도네시아 초대 대통령의 이름을 딴 수카르노 하타 국제공항이 설립되었다.